# Constrictorknoop
Een constrictorknoop is een knoop die zichzelf beknijpt en die gebruikt wordt om een touw aan iets anders (bijvoorbeeld een paal) vast te maken. Hij is ook geschikt om bijvoorbeeld een zak dicht te binden.
De constrictorknoop lijkt op de mastworp maar is steviger en moeilijker los te maken.
Een variant van de constrictorknoop is de hekknoop: hiermee kan men een verticale paal aan een horizontale vastmaken. De knoop is in feite dezelfde, alleen wordt er een paal tussen gestoken.

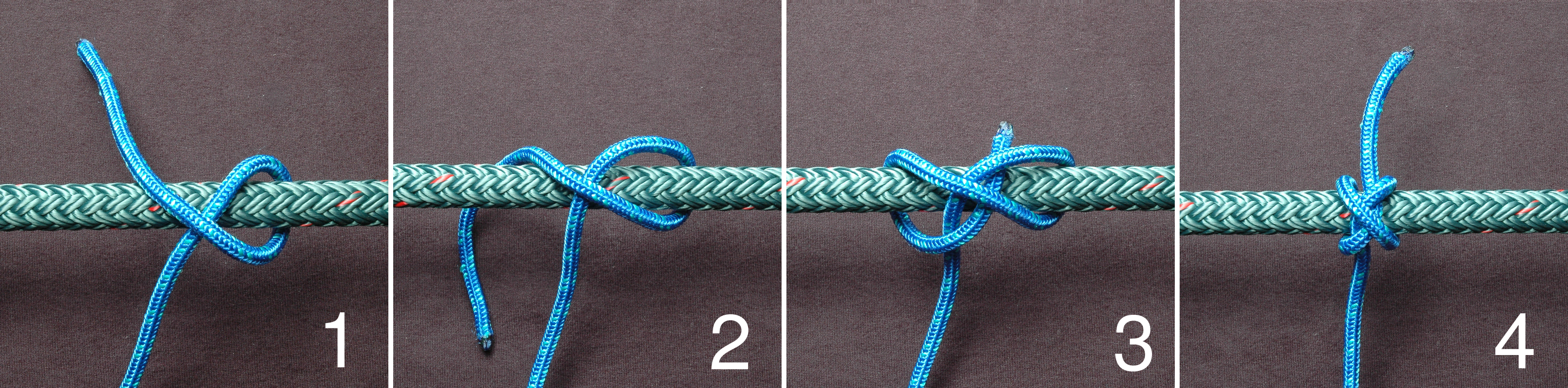
Het leggen van de constrictorknoop